# Physcomitrium brevirostre
Physcomitrium brevirostre là một loài Rêu trong họ Funariaceae. Loài này được Broth. mô tả khoa học đầu tiên năm 1900.